# Coeloplana
Coeloplana is een geslacht van ribkwallen uit de familie Coeloplanidae.

## Verspreiding en leefgebied
Dit afgeplatte, ovale zeedier leeft op koralen op de bodem van warmere zeeën.

## Soorten
- Coeloplana astericola Mortensen, 1927
- Coeloplana agniae Dawydoff, 1930
- Coeloplana bocki Komai, 1920
- Coeloplana bannwarthii Krumbach, 1933
- Coeloplana duboscqui Dawydoff, 1930
- Coeloplana echinicola Tanaka, 1932
- Coeloplana gonoctena Krempf, 1920
- Coeloplana indica Devanesen & Varadarajan, 1942
- Coeloplana komaii Utinomi, 1963
- Coeloplana krusadiensis Devanesen & Varadarajan, 1942
- Coeloplana lineolata Fricke, 1970
- Coeloplana mesnili Dawydoff, 1938
- Coeloplana metschnikowii Kowalevsky, 1880
- Coeloplana mitsukurii Abbott, 1902
- Coeloplana (Benthoplana) meteoris Thiel, 1968
- Coeloplana punctata Fricke, 1970
- Coeloplana perrieri Dawydoff, 1930
- Coeloplana sophiae Dawydoff, 1938
- Coeloplana scaberiae Matsumoto & Gowlett-Holmes, 1996
- Coeloplana thomsoni Matsumoto, 1999
- Coeloplana tattersalli Devanesen & Varadarajan, 1942
- Coeloplana willeyi Abbott, 1902
- Coeloplana weilli Dawydoff, 1938
- Coeloplana wuennenbergi Fricke, 1970